# Сент Џон (Њу Брансвик)
Сент Џон (енгл. Saint John, фр. Ville de Saint Jean) је град на југоистоку Канаде, и највећи град канадске провинције Њу Брансвик. Налази се на ушћу реке Сент Џон у залив Фанди. 
По подацима из 2006. град је имао 72.000 становника.
Сент Џон је основан 1604. године. 

## Становништво
| 1996.  | 2001.  | 2006.  | 2011.  | 2016.  |
| ------ | ------ | ------ | ------ | ------ |
| 72.494 | 69.661 | 68.043 | 70.063 | 67.575 |

## Партнерски градови
- Копар
- Њупорт